# Saison 4 de How I Met Your Mother
Chronologie
Saison 3 Saison 5
Cet article présente les épisodes de la quatrième saison de la série télévisée How I Met Your Mother.

## Distribution

### Personnages principaux
- Josh Radnor (VF : Xavier Béja) : Ted Mosby
- Jason Segel (VF : Didier Cherbuy) : Marshall Eriksen
- Alyson Hannigan (VF : Virginie Ledieu) : Lily Aldrin
- Neil Patrick Harris (VF : François Pacôme) : Barney Stinson
- Cobie Smulders (VF : Valérie Nosrée) : Robin Scherbatsky
- Bob Saget (VF : Jean-Claude Montalban) : Ted Mosby âgé, narrateur (non crédité)
- Lyndsy Fonseca : fille de Ted
- David Henrie : fils de Ted

### Personnages récurrents
- Sarah Chalke (VF : Véronique Desmadryl) : Stella Ziman
- Frances Conroy (VF : Caroline Jacquin) : Loretta Stinson

### Personnages secondaires dans la saison
- Jason Jones (VF : Yann Pichon) : Tony Grafanello
- Adam Paul (VF : Mark Lesser) : Mitch, le "mec à poil"
- Laura Prepon (VF : Isabelle Leprince) : Karen
- Bryan Callen (VF : Constantin Pappas) : Bilson
- Eric Braeden (VF : Hervé Bellon) : Robin Scherbatsky Sr.
- Erin Cahill (VF : Laurence Sacquet) : Heather Mosby
- Marshall Manesh : Ranjit

## Résumé de la saison
Contre toute attente, Stella accepte d'épouser Ted. Le jour du mariage, Robin tente de le persuader de ne pas épouser Stella car selon elle, Stella n'est pas l'élue. Mais Ted s'obstine, persuadé d'avoir fait le bon choix. Mais rapidement, alors que tout se précipite, Ted fait l'erreur d'inviter l'ex-petit ami de Stella au mariage. Stella le quitte alors au pied de l'autel pour repartir avec le père de sa fille. Le choc sera rude pour Ted, mais il les laissera vivre leur histoire malgré son ressentiment.
Pendant ce temps, Robin, qui était partie au Japon depuis quelques semaines, revient finalement à New-York après avoir démissionné de son emploi. Elle se retrouve sans domicile et sans travail. Ted lui propose donc d'emménager dans son appartement, l'ancienne chambre de Marshall et Lily désormais libre. Pendant un temps, ils se remettent à coucher ensemble pour régler leurs conflits. Barney avoue les sentiments qu'il éprouve à l'égard de Robin à Lily cependant il a du mal à les exprimer. Il en parle à Ted qui à contrecœur, le laisse tenter sa chance avec Robin.
Ted perd aussi son travail d'architecte après l'échec d'un projet que lui avait proposé Barney et choisit de lancer sa propre entreprise, ce qui n'est pas chose facile. Il se résout donc à devenir professeur d'architecture. C'est une étape importante dans sa vie, puisque dans l'amphithéâtre où il a donné son premier cours, on apprend que sa future femme était présente.

## Épisodes

### Épisode 1:On se connaît?
- États-Unis : 22 septembre 2008 (CBS)
- France:27 septembre 2010

- États-Unis : 9,79 M de téléspectateurs

- Sarah Chalke : Stella Zinman

### Épisode 2:Le Hamburger de Proust
- États-Unis : 29 septembre 2008 (CBS)
- France:28 septembre 2010

- États-Unis : 8,72 M de téléspectateurs

- Regis Philbin : Lui-même
- Charlene Amoia : Wendy
- Jay Lay : Le plus beau gars du monde
- Mandy McMillian : Serveuse
- Casey Washington : Le gars du club de strip

### Épisode 3:J'adore le New Jersey!
- États-Unis : 6 octobre 2008 (CBS)
- France:29 septembre 2010

- États-Unis : 8,98 M de téléspectateurs

- Sarah Chalke : Stella Zinman;
- Darcy Rose Byrnes : Lucy ;
- Edward Kiniry-Ostro : Brian ;
- Shammy Dee : Matisse ;
- Michael Kagan : Joel Adams

### Épisode 4:L'intervention
- États-Unis : 13 octobre 2008 (CBS)
- France:30 septembre 2010

- États-Unis : 9,25 M de téléspectateurs

- Charlene Amoia : Wendy ;
- Shaila Vaidya : Cindy ;
- Matt Boren : Stuart ;
- Michelle Gunn : Claudia

### Épisode 5:Shelter Island
- États-Unis : 20 octobre 2008 (CBS)
- France:01 octobre 2010

- États-Unis : 9,45 M de téléspectateurs

- Sarah Chalke : Stella Zinman;
- Danneel Harris : Nora Zinman;
- Jason Jones : Tony ;
- Darcy Rose Byrnes : Lucy

### Épisode 6:Ils vécurent heureux... sans enfants
- États-Unis : 3 novembre 2008 (CBS)
- France:04 octobre 2010

- États-Unis : 9,4 M de téléspectateurs

- Sarah Chalke : Stella ;
- Darcy Rose Byrnes : Lucy ;
- Jason Jones : Tony ;
- Michael Bolten : Kyle ;
- Eric Braeden : le père de Robin ;
- Meegan Godfrey : Becca ;
- Max Prado : Michael Sasser

### Épisode 7:La fête des non-pères
- États-Unis : 10 novembre 2008 (CBS)
- France:05 octobre 2010

- États-Unis : 9,79 M de téléspectateurs

- Michael Hagiwara : Mr. Li

### Épisode 8:Savez-vous dire Woooo?
- États-Unis : 17 novembre 2008 (CBS)
- France:06 octobre 2010

- États-Unis : 9,99 M de téléspectateurs

- Kevin Christy : Sven n°1 ;
- Sam Littlefield : Sven n°2 ;
- Ted Cannon : Sven n°3 ;
- Erika Medina : Stacey ;
- Jae Suh : Cristal ;
- Bryan Callen : Bilson ;
- Krista Kalmus : Misty ;
- Jamie-Lynn Sigler : Jillian

### Épisode 9:Ciel, un homme nu!
- États-Unis : 24 novembre 2008 (CBS)
- France:07 octobre 2010

- États-Unis : 9,96 M de téléspectateurs

- Adam Paul : Mitch ;
- Courtney Ford : Vicky ;
- Candace Moon : Christina

- Anecdote: Mitch est doublé en Français par Mark Lesser le doubleur principal de Joey dans la série Friends qui lui aussi utilisait la technique du "mec à poil" notamment avec Monica.
- Clin d'œil : La scène où Ted parle de Mitch fait référence à la description de Batman faite par Jim Gordon dans le film The Dark Knight : Le Chevalier noir.

### Épisode 10:Le combat des braves
- États-Unis : 8 décembre 2008 (CBS)
- France:08 octobre 2010

- États-Unis : 10,49 M de téléspectateurs

- Charlene Amoia : Wendy ;
- Will Sasso : Doug ;
- Ned Rolsma : Marcus Eriksen ;
- Robert Michael Ryan : Marvin, Jr. Eriksen

### Épisode 11:Little Minnesota
- États-Unis : 15 décembre 2008 (CBS)
- France:11 octobre 2010

- États-Unis : 11,37 M de téléspectateurs

- Jon Paul Burkhart : Herm ;
- Sean Graham : Wayne ;
- Scott Michael Morgan : Glen ;
- Tug Coker : Bud ;
- Erin Cahill : Heather ;
- Eric Bruskotter : George

### Épisode 12:Petits arrangements entre amis
- États-Unis : 12 janvier 2009 (CBS)
- France :

- États-Unis : 11,76 M de téléspectateurs

- Kim Kardashian : Elle-même,
- Heidi Montag : Elle-même,
- Spencer Pratt : Lui-même,
- Kendra Wilkinson : Elle-même

### Épisode 13:La tempête de neige
- États-Unis : 19 janvier 2009 (CBS)
- France :

- États-Unis : 10,69 M de téléspectateurs

- Marshall Manesh : Ranjit
- Joe Nieves : Carl
- Jordan Masterson : Un client du Mac Laren's Pub faisant partie de la fanfare

### Épisode 14:Possible, pas possible
- États-Unis : 2 février 2009  (CBS)
- France :

- États-Unis : 10,3 M de téléspectateurs

- Regan Burns : Producteur,
- Seth Morris : Directeur,
- Angela Martinez : Rachelle Harper,
- Tina Casciani : Marisela Diaz,
- Colleen Shannon : Lottery Girl,
- Marsk Tomesek : Dr Goodman,
- Ara Antin : Herm,
- Wayne Lopez : Referee

### Épisode 15:La famille Stinson
- États-Unis : 2 mars 2009  (CBS)
- France :

- États-Unis : 11,09 M de téléspectateurs

- Frances Conroy : Loretta,
- Brooke D'Orsay : Margaret,
- Zachary Gordon : Grant,
- Kimberly Pfiffer : Stage Mom,
- Angelo Diona : Ricky

### Épisode 16:Désolé vieux
- États-Unis : 9 mars 2009  (CBS)
- France :

- États-Unis : 8,68 M de téléspectateurs

- Laura Prepon : Karen,
- Bryan Callen : Bilson,
- Charlene Amoia : Wendy,
- Rowly Dennis : Trevor,
- Hayes MacArthur : Curt,
- Koby Rouviere : Marshall à 8 ans,
- Laura Ann Kesling : Nicole à 8 ans,
- Houston Rhines : Jerry,
- David Burtka : Scooter,
- Patrick Moote : Darren,
- Taran Killam : Blauman

### Épisode 17:Petits sabotages entre amis
- États-Unis : 16 mars 2009
- France :

- États-Unis : 9,29 M de téléspectateurs

- Laura Prepon : Karen,
- Bob Saget : Narrateur,
- Nikki Wells : Hot Woman n°2,
- Italia Ricci : Hot woman n°1,
- Jessica Anderson : Hot woman n°3

- Clin d'œil : Quand Marshall énonce ses 5 raisons, la scène où il survole la ville de nuit est tirée de The Big Lebowski.

### Épisode 18:Le vieux joueur de hockey
- États-Unis : 23 mars 2009
- France :

- États-Unis : 7,37 M de téléspectateurs

- Bryan Callen : Bilson,
- Bob Saget : Narrateur,
- William Walton : Roy,
- Darlena Tejeiro : Louisa,
- Aynsley Bubbico : Maya,
- Aaron Hill : The Frozen Snowshoe,
- Stephen Kearin : Arthur

### Épisode 19:Compétition finale
- États-Unis : 30 mars 2009
- France :

- États-Unis : 9,23 M de téléspectateurs

- Robert Wisdom : McCracken, Le gérant du Laser Tag,
- Bob Saget (Narrateur),
- Danny Glover (lui-même),
- Bill Fagerbakke (Marvin),
- Kaela Elmido (Girl),
- Andrew Astor (Addison),
- Charlie Steward (Kenny),
- Justin Lawrence (Ryan),

Clins d'œil :
- Quand Barney sort du salon en criant son nom, c'est une référence à Leeroy Jenkins, joueur de World of Warcraft très connu dans l'univers des geeks, faisant elle même référence à l'affiche du film Platoon d'Oliver Stone sorti en 1987.
- Le loup-garou jouant au Basketball est une référence au film Teen Wolf avec Michael J. Fox.

### Épisode 20:L'architecte
- États-Unis : 13 avril 2009
- France :

- États-Unis : 9,56 M de téléspectateurs

- Bob Saget (Narrateur),
- Edward Flores (Food Guy),
- Joel Spence (Toy Guy),
- Ryan Sypek (PJ),
- Adrian Rice (Fantasy Guy),
- Stephen Holland (Creepy Back Rub Guy),
- Darren O'Hare (Guy n°1),
- Bo Barett (Guy n°2)

### Épisode 21:J'ai fait un rêve
- États-Unis : 28 avril 2009
- France :

- États-Unis : 8,87 M de téléspectateurs

- Bob Saget (Voix Off),
- Rebecca Budig (Holly),
- Kevin Michael Richardson (Stan)

Lily Aldrin n'apparait pas dans cet épisode.

### Épisode 22:Au bon endroit, au bon moment
- États-Unis : 4 mai 2009
- France :

- États-Unis : 8,89 M de téléspectateurs

- Bob Saget (Voix Off),
- John Duerler (Harlen Johnsen),
- Joel McCrary (Ged Wilkinson),
- Tanner Maguire (Barney à 12 ans),
- Austin Majors (Matthew à 12 ans),
- Steven Montfort (Galoshes the Weather Clown Kurt Long Matthew),
- Kit Pongetti (Fran),
- Katie Hein (Jenni),
- Mary Ann Jarou (Jenny),
- Bianca Lopez (Gennie),
- Dan Castellaneta (Milt),
- Sarah Chalke (Stella).

Lily Aldrin n'apparait pas dans cet épisode.

### Épisode 23:La future mariée
- États-Unis : 11 mai 2009
- France :

- États-Unis : 8,7 M de téléspectateurs

- Ezra Buzzington (Highway Cop n°1),
- Ron Rogge (Highway Cop n°2),
- Azita Ghanizada (Sexy Female Cop),
- Joe Thorhton Jr (Highway Cop n°3),
- Amir Talai (Richard Greenleaf),
- Renee Taylor (Mrs Matsen),
- Peter Breitmayer (Minnesota State Trooper),
- Sarah Chalke (Stella)

### Épisode 24:Le grand saut
- États-Unis : 18 mai 2009
- France :

- États-Unis : 8,73 M de téléspectateurs

- Bob Saget (Narrateur),
- Christine Scott (Tracey),
- Joel McCrary (Bennet Wilkinson),
- Jayden Lund (Bill),
- John Duerler (Johnsen)